# 30 سكوندز تو مارس
30 سكندز تو مارس أو ثيرتي سكندز تو مارس (بالإنجليزية: 30 Seconds to Mars)‏ هي فرقة روك أمريكية، مختصة بالروك البديل والروك الحاد. تشمل الفرقة الممثل الأمريكي جاريد ليتو كالمغني الأساسي للفرقة، أخوه شارون ليتو كعازف الطبول، وتومو ميلتشيفيتش كعازف الجيتار الرئيسي.
منذ ظهرت فرقة 30 seconds to mars إلى الوجود تميّزت بإيديولوجية
جديدة وراقية تُـظهر المستوى الفكري والعقلي الذي اتّبعته في ابداعاتها الرائعة
و التي تظهر من خلال كلمات الأغاني، أسلوب تصوير الفيديو كليبات
و كذلك الحفلات LIVE

## أعضاء الفرقة
جاريد ليتو
متعدد المواهب، ممثل، مخرج وفوكاليست الفريق.
مواليد 26 ديسمبر 1971، ب«لويزيانا»، ممثل رائع جدا وله دور لا ينسى في فيلم "Alexander"،
و أيضا في فيلم "Requim for a dream" وفيلم "Fight Club"
هو من بدأ الفريق مع اخوه "Shanon Leto"
يتمتع بصوت رائع ومميز ودافئ جدا، لا يتغير سواء كان في ستوديو أو لايف
أسلوبه في الغناء أو التمثيل رائع جدا.
فكره فلسفي ورائع إلى حد كبير، ويظهر هذا جليا في أفكار إخراج كليباتهم وأيضا في كلمات اغانيهم.
Shanon Leto
الشقيق الأكبر لجاريد، يكبره بعام واحد فقط، من مواليد 9 مارس 1970
```
ب«
لويزيانا
» أيضا بالتاكيد، عازف الطبول بالفريق.
```

و بجانب كونه «درامر»، فهو متعدد المواهب مثل اخيه، هو أيضا مصور وممثل في بعض الأحيان.
بدأ مع اخيه «جاريد» مشروع 30 seconds to mars
كمشروع غنائي عائلي قبل ان يصلوا إلى ما هم فيه الآن.
Tomo Miličević
«تومو ميلسوفيتش» عازف الجيتار للفريق
مواليد 3 سبتمبر 1979 بمدينة «سرايفو» بـ«البوسنة والهرسك»، يعزف علة الات الجيتار والفيولين والباص.
مع الفريق منذ عام 2003 . وادى معهم في البومات beautiful Lie و This is war
كاد ان ينهي حياته الموسيقية وهو صغير
لكنه تم اختياره من بين 200 عازف ليكون جيتاريست فرقة 30 seconds to mars.

## التسمية
اسم الفرقة، والذي يعني بشكل حرفي 30 ثانية إلى المريخ، مأخوذ من عنوان فرعي لبحث مكتوب من قبل بروفيسور على الإنترنت، حيث أنه كان يتحدث عن عن النمو والتقدم في مجال الاستكشافات العلمية، والتي تؤثر في الإنسان، حيث ذكر بأن البشر لا يبعدون أكثر من 30 ثانية عن المريخ بفعل هذا التقدم. واستناداً إلى مقابلة مع أعضاء الفرقة، فقد وجدوا أن هذا الاسم يعتبر وصفاً وتعريفاً كافياً لموسيقاهم قال جاريد ليتو في حوار صحفي له بالنسبة لنا الاسم 30 seconds to marsله علاقة بالفضاء والكون وكل ما له علاقة بذلك
انه اسم يظهر على عديد الأصعدة. والأهم من ذلك انه يعبّر عن أصواتنا بأحسن تعبير
انها عبارة متناغمة، موحية، سينيمائية وتوحي بالسرعة وتعلق الآخرين به
مفهوم الفضاء حماسي للغاية وكل أغنية موجودة تقع ضمن هذا المجال. إلى جانب ذلك، فللفرقة شعار لاتيني "Provehito in Altum"، وهو يعني إلى حد ما «يطلق إلى الأعماق».

## الالبومات
1. (Thirty (30) Seconds to Mars (2002
2. (A Beautiful Lie (2005
3. (2009) This Is War
4. (2013) LOVE LUST FAITH + DREAMS

وبالرغم من أن الألبوم الأول لم يحقق نجاحاً باهراً، حيث لم تتجاوز عدد مبيعاته 10000، ويعزى ذلك إلى تجاهل الفرقة لأهمية الجولات الموسيقية التي تهدف إلى ترويج الألبومات، إلا أن هذا الألبوم قد تمكن من تقديم فرقة جديدة إلى الأوساط الموسيقية، لاختلاف نوع موسيقاها. وقد تمكنت الفرقة بفضل ألبومها الثاني أن تحقق شهرة كبيرة، خاصة بعد إطلاق الأغنية المنفردة "The Kill"، والتي بقت في القوائم الموسيقية لأكثر من 20 أسبوعاً، وحازت على جائزة "MTV Music Award".

## الجوائز
يوم 8 أغسطس 2007، Kerrang! أعلن أنه قد تم ترشيح 30 سكوندز تو مارس لفئتين من Kerrang! جوائز عام 2007 ؛ "أفضل وافد جديد الدولي" و"أفضل أغنية  The Kill . وكانت في 24 أغسطس وفازت الفرقة فقط بجائزة واحدة وهي جائزة أفضل أغنية  The Kill . فقد والجائزة ألأخرى كانت من نصيب فرقة Madina Lake.
في 1 نوفمبر 2007، فازت الفرقة في أوروبا بجائزة MTV Europe Music Award لأغنية «نفاد روك»، واحدة من هاتين الفئتين كانت رشحت فيها
يوم 21 ديسمبر 2007، فازت فرقة 30 Seconds to Mars بجائزة Fuse's Best of 2007 Award وفاز في منافسة مع Korn وحشدت ما يزيد على 7 ملايين صوت. كما أدرجت 31 فرق أخرى والفنانينMuse, Linkin Park, My Chemical Romance and Avenged Sevenfold.
في 2 أغسطس 2008، فازت فرقة 30 Seconds to Mars بجائزة "Video Star" وكانت الجائزة من نصيب فيديو أغنية "A Beautiful Lie" في جوائز MTV Asia Awards 2008، في جنتنج، ماليزيا.
يوم 21 أغسطس 2008، فازت فرقة 30 Seconds to Mars اثنين من أربعة جوائز Kerrang! الجوائز التي تم ترشيحهم لها وفازت فرقة بجوائز «أفضل فرقة دولية» و«أفضل أغنية» لأغنية "From Yesterday".
يوم 16 أكتوبر 2008 فازت الفرقة بجائزة «أفضل فنان روك دولي» في جوائز the Los Premios MTV Latinoamérica 2008.
يوم 6 نوفمبر 2008، كانت تستضيف صالة كبار الزوار في جوائز إم تي في أوروبا والموسيقى، وإجراء المقابلات أمثال Kid Rock، Anastacia، Sugababes. وأضافوا أن جمع كل مع ستار تي ايما فيديو "" عن "A Beautiful Lie" و"Rock Out" الجائزة، مدعيا أن ما يقرب من جميع نجاحها متوقف على مشجعيه. [25]
وكانت فيديو أغنية "A Beautiful Lie" مصنف بفيديو ذهبي عن طريق MTV International

## الدعوى القضائية لـ تسجيلات فـيرجين
في شهر أغسطس من سنة 2008 رفعت شركة" Virgin Records" دعوى قضائية بقيمة 30 مليون دولار
```
جاء فيها ان الفرقة رفضت تقديم 3 ألبومات كانت مطلوبة منها
```

بحسب العقد الذي يجمعهما.
تحدث «جآريد» في حوار له مع MTV أنه يأمل في بداية بيع ألبوم الفرقة في صيف 2009
و تكلم عن معنى الألبوم الجديد قائلا: هذا الألبوم يتحدث عن الإيمان، عن الأمور الروحانية
و يصادف ان تكون هذه هي الأمور التي نتحدث عنها ونفكر فيها ونناقشها في حياتنا في هذا الزمان.
عندما أطلقنا آخر ألبوم لنا قلت اننا نريد له ان يدمّر الألبوم الأوّل وأظن ان هذا ما
فعلناه. يصادف انه بذلك قد أخذنا منحى درآمي بذلك، وأظن ان الألبوم الجديد
سيسير على نفس النهج ويدمر ما سبقه، نحن متحمسون للغاية لذلك

## The Echelon (الإيشيلون)
الإيشيلون هو مجموعة جمآهيرية لفرقة 30 سكوندز تو مارس
و التي تساعد في تقريب المحبين والأصدقاء من البرامج التي تتحدث عن الفرقة،
المساعدة في مهاتفة الإذاعات المحلية لطلب أغاني الفرقة،
```
وضع العديد من 
البوسترات
 للفرقة في متناول المحبين،
```

نشر أخبار وأحوال الفرقة على المنتديات،
```
التصويت
 من أجل الفرقة عندما يتم ترشيحها للجوائز
```

الرسمية وإصدار مجلات ومواقع إلكترونية خاصة بالفرقة،
كما أن إيكيلون هو عنوان أغنية مهداة لهم في ألبوم الفرقة الأول بعنوان (30Seconds To Mars)
يقول«جآريد لـيتو» عن الـ Echelon :
بعض الناس يسألوننا ان كانت هذه ثقافة; سأجيبكم واقول التالي:
انه شيء خآص للغاية، وهذا المفهوم ليس متآحا لأي كآن،
إنه فقط موجّه لأولئك الذين يفهمون هذا الأسلوب الموسيقي ونوعه وتأثيره

## روابط خارجية
- 30 سكوندز تو مارس على موقع IMDb (الإنجليزية)
- 30 سكوندز تو مارس على موقع ميوزك برينز (الإنجليزية)
- 30 سكوندز تو مارس على موقع رولينغ ستون (الإنجليزية)
- 30 سكوندز تو مارس على موقع أول ميوزيك (الإنجليزية)
- 30 سكوندز تو مارس على موقع ديسكوغز (الإنجليزية)